# 普里斯特 (加利福尼亞州)
普里斯特（英語：Priest）是位於美國加利福尼亞州圖奧勒米縣的一個非建制地區。該地的面積和人口皆未知。

## 地理
普里斯特的座標為37°48′51″N 120°16′22″W / 37.81417°N 120.27278°W，而該地的平均海拔高度為747米（即2450英尺）。